# 요한 폰 틸만
요한 아돌프 틸만 남작(Johann Adolf, Freiherr von Thielmann, 1765년 4월 27일 ~ 1824년 10월 10일)은 작센 선제후국의 군인으로써, 나폴레옹 전쟁 당시 작센뿐만 아니라 프로이센, 프랑스에서도 복무했다.

## 생애

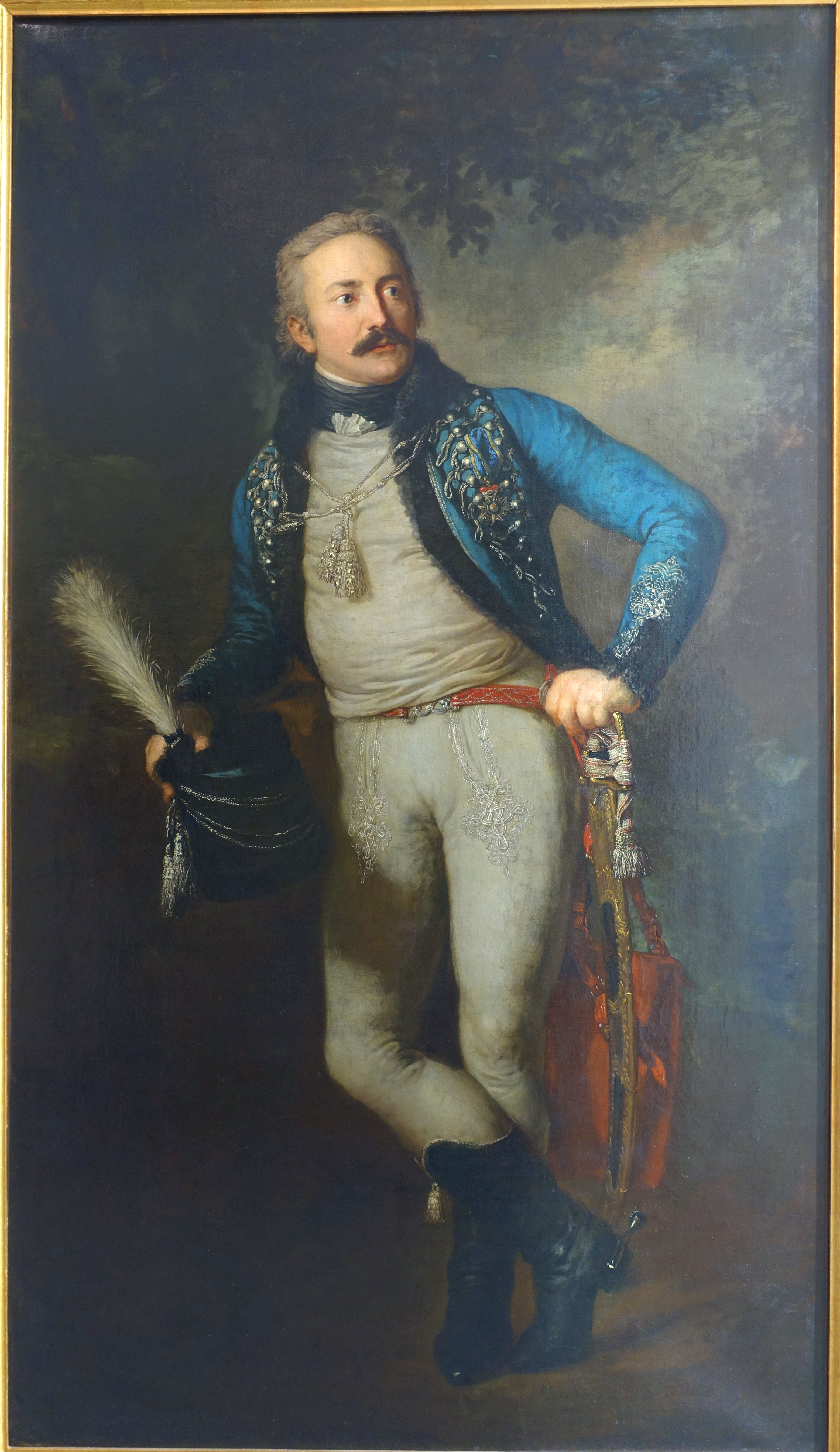
요한 폰 틸만의 초상화

틸만은 드레스덴에서 1765년 4월 24일 태어났다. 1782년 그는 작센 기병대에 들어갔고, 제1차 대프랑스 동맹 때 프랑스에 맞서 싸웠다. 이후 예나 전투에서는 프로이센 측에서 복무했다. 틸만은 이후 단치히 포위전과 프리틀란트 전투에서 작센 부대를 이끌었다. 1809년, 자유군단의 중령으로써, 그는 오스트리아가 작센으로 진격하는 것에 반대했으며, 1810년 그는 대령으로 진급했다. 2년 후, 모스크바로 진군할 때 작센 중기병대의 사령관이 되었으며, 그는 보로디노 전투에서 용맹을 발휘했다. 이후 작센에서 그는 남작으로 봉해졌다.
제6차 대프랑스 동맹에서, 틸만은 작센이 중립을 지켜야 한다는 왕의 명령을 받았으나, 프랑스군에게 요새를 넘기라는 명령을 듣자 사령관에서 사임하고 동맹에 가담했다. 라이프치히 전투 이후 그는 재조직된 작센군을 이끌었으며 1814년에는 저지대 국가에서 작전을 수행했다. 1815년 그는 프로이센에서 복무하며 대령이 되었고, 제3군단을 지휘하였다. 그는 워털루 전투에 참전했는데, 리그니 전투에서 그는 와브레에 위치한 블뤼허의 군 나머지와 함께 이동해, 다른 군대가 워털루로 가는 동안 틸만은 와브레 전투에서 에마뉘엘 드 그루시의 군대를 저지해 워털루 전투의 승리에 크게 기여했다.
전후 그는 뮌스터와 코블렌츠의 군단 사령관이 되었고, 1824년 사망 당시에는 기병대장으로 진급하였다.